# Манукян, Гуж Александрович
Гуж Манукя́н (настоящее имя — Гурген Александрович Араксманян; арм. Գուժ Մանուկյան; 6 мая 1937, Ленинакан — 24 июня 2025) — советский и армянский актёр театра и кино. Народный артист Армянской ССР (1980).

## Биография
Гуж Манукян родился 6 мая 1937 года в Ленинакане (ныне — Гюмри) в семье советского драматурга Александра Арменовича Араксманяна и актрисы Валентины Мелконовны Араксманян. В 1958 году окончил актёрское отделение Ереванского художественно-театрального института.
В 1958—1960 годах работал в Феодосийском драматическом театре. С 1960 по 1967 год служил в Ереванском театре юного зрителя.
С 1967 года служил в Ереванском драматическом театре, является одним из основателей этого театра.
Состоял в партии «Процветающая Армения».
До сих пор я не состоял ни в одной партии. Хотя, наверное, должен был состоять, тем более, что почти все свои звания получил при коммунистической партии. Казалось, что я должен был вступить в эту партию, но не вступил. Зрители, народ поймут, почему в этом возрасте я выбрал «Процветающую Армению». Если сказать в двух словах, то это вера, надежда и доверие к реализации тех программ, которые поставила перед собой эта партия. И если представится возможность, я присоединю свой скромный голос к мощному голосу моих товарищей по партии.
Умер 24 июня 2025 года в возрасте 88 лет.

## Признание и награды
- Народный артист Армянской ССР (11 июня 1980)[6].
- Лауреат Государственной премии Армянской ССР (1982, за исполнение главной роли в фильме «Добрая половина жизни»[7]).
- Медаль Мовсеса Хоренаци.
- 2012 — в рамках театральной премии «Артавазд-2012», удостоен премии «За честь и достоинство»

## Семья
- Отец — Араксманян Александр Арменович (1911—1982) — драматург.
- Мать — Араксманян Валентина Мелконовна (1915—1995) — актриса Ереванского ТЮЗа.
- Брат — Араксман-Манукян Эманвел (Эммануил) Александрович (р. 1935) — драматург.

## Фильмография
- 1964 — Мсье Жак и другие (новелла «Попранный обет») — Акоп
- 1966 — 26 бакинских комиссаров — Григорий Николаевич Корганов
- 1969 — Взрыв после полуночи — Шарко
- 1969 — Мосты через забвение — Генрих Закарян
- 1971 — Родник Эгнар
- 1974 — Премия
- 1975 — Этот зелёный, красный мир
- 1976 — На дороге — водитель
- 1977 — Каменная долина — директор совхоза
- 1977 — Наапет — Гукас
- 1977 — Осеннее солнце
- 1977 — Председатель ревкома — начальник штаба
- 1978 — Звезда надежды — Мигран
- 1978 — Снег в трауре — Марселин
- 1979 — Добрая половина жизни — Армен
- 1979 — Умри на коне — Гай
- 1982 — Песнь прошедших дней — Рубен
- 1984 — Всадник, которого ждут — Амазасп
- 1985 — Куда идёшь, солдат? — Агван
- 1993 — Старые Боги
- 1996 — Хлеб ярости